# Haris Seferović
Haris Seferović (født 22. februar 1992 i Sursee, Schweiz) er en schweizisk fodboldspiller (angriber). Han spiller for SL Benfica i den portugisiske Primeira Liga.

## Landshold
Seferović står (pr. april 2018) noteret for 47 kampe og 11 scoringer for det schweiziske landshold, som han debuterede for 6. feburar 2013 i en venskabskamp mod Grækenland. Han var en del af den schweiziske trup til VM i 2014 i Brasilien, EM i 2016 i Frankrig og VM i 2018 i Rusland.